# فرانكلين دبليو. جونسون
فرانكلين دبليو. جونسون (بالإنجليزية: Franklin W. Johnson) هو كاتب أمريكي، ولد في 17 أغسطس 1870 في قيق، وتوفي في 19 فبراير 1956 في ووترفيل في الولايات المتحدة.